# Mary Angela Dickens
Mary Angela Dickens (Kensington, Middelsex, 31 oktober 1862 - Londen, 7 februari 1948) was een Engelse romanschrijfster en journaliste uit het laat-victoriaans en edwardiaans tijdperk, en het oudste kleinkind van de romanschrijver Charles Dickens. Zij stierf op de 136e geboortedag van haar grootvader.

## Jonge jaren
Mary Angela Dickens werd geboren in Gloucester Road 46 te Londen en kreeg de naam van haar tante Mary Dickens. Ze was de oudste van de acht kinderen van Charles Dickens Jr. en zijn vrouw Elisabeth Matilda Moule Dickens (geboren Evans) en de kleindochter van de schrijver Charles Dickens. Zij was de nicht van de advocaat en rechter, Henry Fielding Dickens en de schilderes Kate Perugini. In de familie Dickens stond zij bekend als 'Mekitty' en als kind noemde zij haar grootvader 'Venerables' (Eerwaarde). Mary en Charles Dickens waren erg hecht en toen zij haar been en voet met kokend water verbrandde tijdens een verblijf in zijn buitenverblijf Gads Hill Place, zat hij naast haar bed en hield haar hand vast, haar geruststellend dat hij haar weer beter zou maken. Als kind woonde ze een openbare voordracht van haar grootvader bij waar hij het verhaal A Christmas Carol vertelde. Later in haar leven herinnerde ze zich de schok toen ze haar grootvader zag huilen om de dood van Tiny Tim, een personage uit het verhaal. Na de dood van Charles Dickens kocht haar vader Gads Hill, waar ze met haar broers en zussen woonde tot 1879, toen Charles Dickens Jr. het noodgedwongen moest verkopen, nadat hij in financiële moeilijkheden raakte.

## Schrijverscarrière
Na de dood van Charles Dickens erfde haar vader het tijdschrift All the Year Round; waarin Mary een deel van haar vroegste werk publiceerde. In de jaren 1890 schreef zij een aantal populaire, sentimentele en melodramatische romans, waaronder Cross Currents (1891), A Mere Cypher (1893), A Valiant Ignorance (1894), en Prisoners of Silence (1895). Tot haar latere werken behoorden Against the Tide (1897) en On the Edge of a Precipice (1899). Ze schreef een aantal kinderboeken gebaseerd op de romans van haar grootvader, waaronder Children's Stories from Dickens (1893) en Dickens' Dream Children (1926). Deze werden geïllustreerd door Harold Copping. Een exemplaar uit 1911 van haar Children's Stories from Dickens, uit een beperkte oplage van 500 exemplaren door haarzelf en vier andere kleindochters van Charles Dickens gesigneerd, was eigendom van Eleanor Roosevelt. Het werd door Christie's geveild op hun verkoop in New York in 2001.
In de beginjaren van 1900 was haar schrijfstijl gedateerd en rond 1916 stopte ze met schrijven. Haar kinderboeken, gebaseerd op het werk van haar grootvader, bleven echter populair.

## Later leven
Tijdens haar latere jaren woonde ze op Baliol Road 3 in Hitchin te Hertfordshire bij haar nicht Margaret Alice Moule (1861-1939).
Mary Angela Dickens overleed op 85-jarige leeftijd op 7 februari 1948, de 136e geboortedag van Charles Dickens. Zij trouwde nooit en liet bij haar overlijden haar geld na aan haar nicht Margaret Dickens Whinney. Ze werd begraven op de begraafplaats van Hitchin.

## Galerij

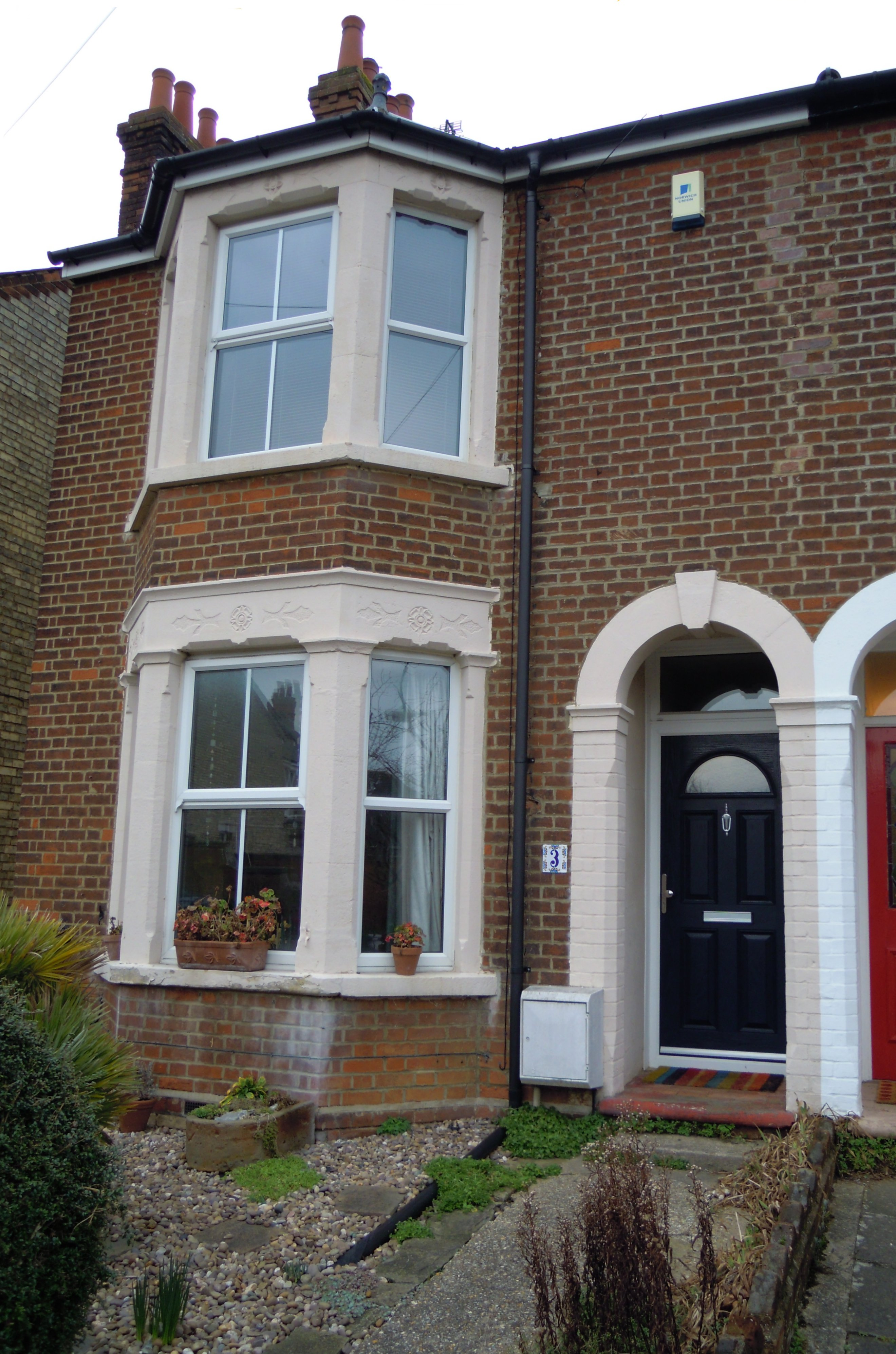
De laatste woonplaats van Mary Dickens op Baliol Road 3 in Hitchin
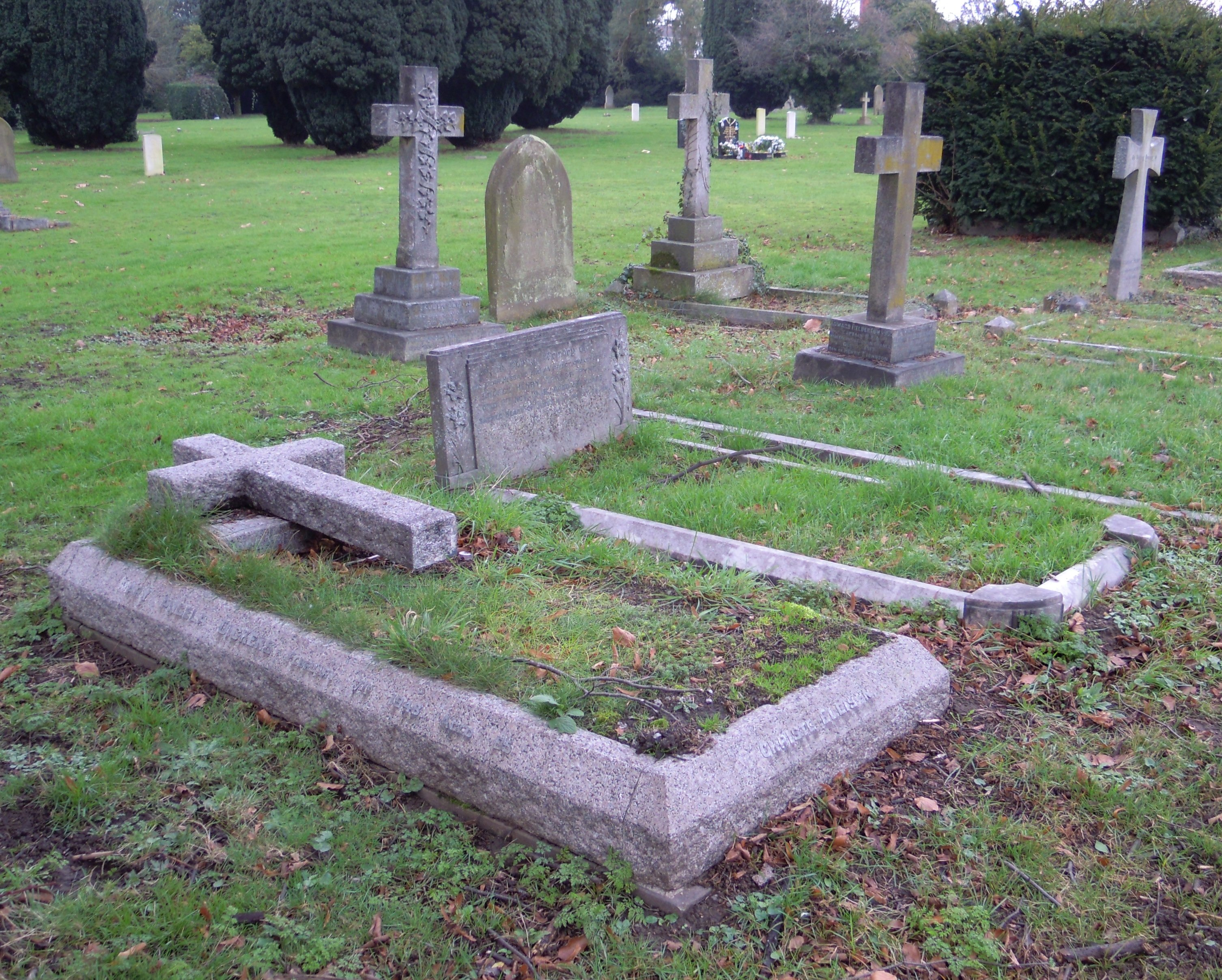
Op de voorgrond het graf van Mary Angela Dickens op de begraafplaats van Hitchin